# Angélica (apresentadora)
Angélica Ksyvickis Huck (Santo André, 30 de novembro de 1973) é uma apresentadora, atriz, empresária e cantora brasileira. Começou sua carreira na televisão aos 4 anos, no programa Buzina do Chacrinha, na TV Bandeirantes vencendo o concurso "A criança mais bonita do Brasil" iniciando sua carreira como modelo infantil e participando de  campanhas publicitárias. Estreou como apresentadora de programas infantis na extinta Rede Manchete aos 12 anos onde comandou os programas Nave da Fantasia, Clube da Criança e Milk Shake. No SBT, trabalhou entre 1993 e 1996 onde apresentou o Casa da Angélica, TV Animal e Passa ou Repassa. Em 1996, transferiu-se para a TV Globo, onde apresentou o programa Angel Mix e atuou nas telenovelas infantis Caça Talentos, Flora Encantada e Bambuluá. Posteriormente, Angélica modificou sua imagem e passou a apresentar programas voltados para o público jovem-adulto, como Vídeo Game, o talent show Fama, Estrelas e Simples Assim. Em 2021, assinou com a plataforma HBO Max e apresentou o programa Jornada Astral. Em 2023, retornou a TV Globo na série "Angélica: 50 & Tanto".
Também interpretou músicas sendo contratada pela gravadora CBS aos 14 anos de idade para divulgar suas faixas em seus programas de TV. Seu primeiro álbum no ano de 1988 acabou lhe projetando para o sucesso nacional com o hit "Vou de Táxi" vendendo mais de 1,2 milhões de cópias, entre os anos de 1988 e 2001 acabou lançando 13 álbuns de estúdio, nesse período esteve nas gravadoras CBS, Columbia e Universal.. Além da carreira na televisão e na música, Angélica também atuou em diversos filmes e licenciou várias linhas de produtos com sua marca e imagem ao longo dos anos.

## Biografia

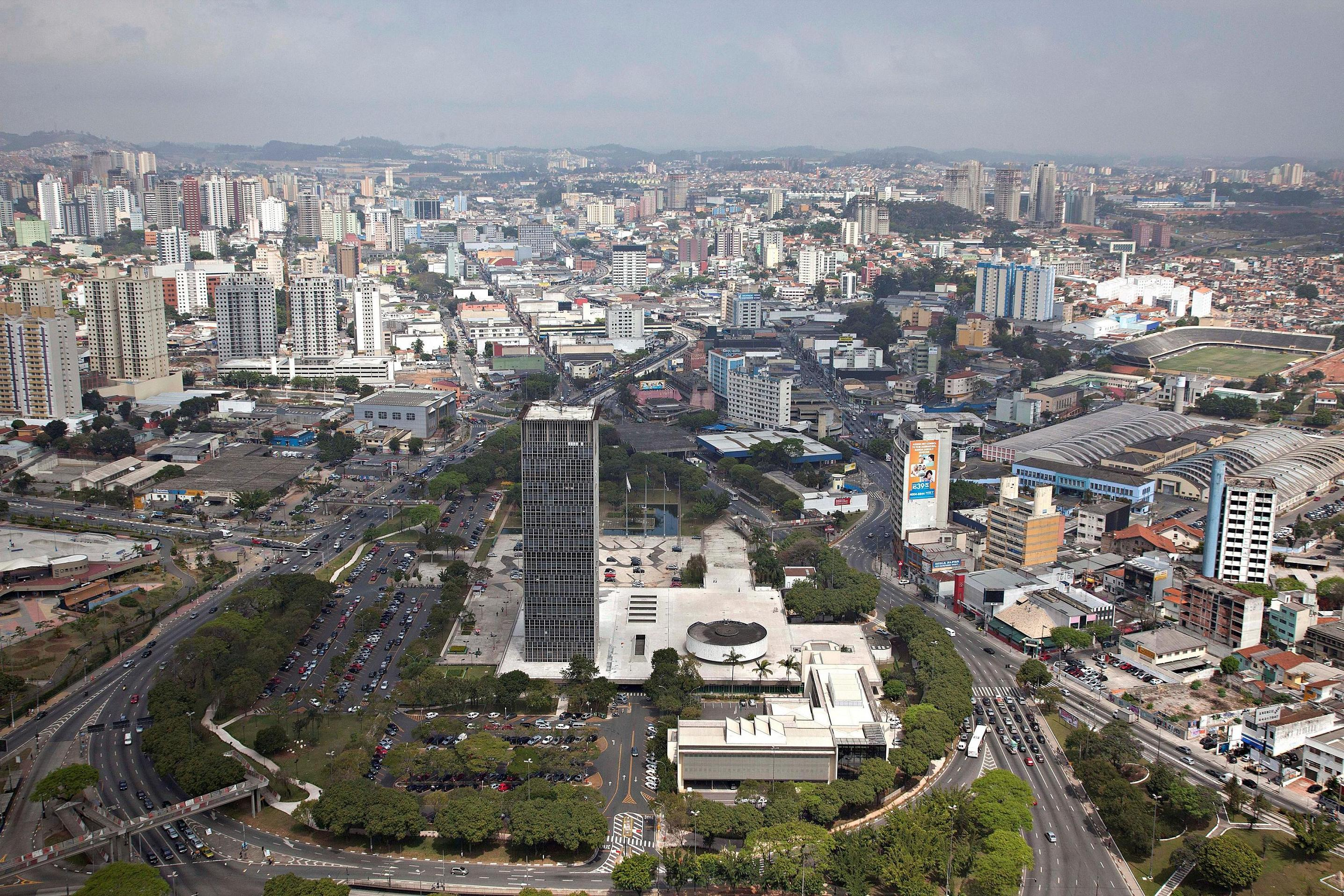
São Bernardo do Campo, cidade onde Angélica cresceu.

Filha da dona de casa Angelina Ksyvicks e do metalúrgico Francisco Ksyvicks, tendo ainda como irmã mais velha a empresária Márcia Marbá, Angélica nasceu em 30 de novembro de 1973. Seu nome é em homenagem à mãe Angelina que, após diversas tentativas de ter um segundo filho, conseguiu engravidar de uma menina. Nascida em Santo André, região do ABC Paulista, foi criada em São Bernardo do Campo. Tem uma pinta de nascença na perna esquerda, que sempre foi sua marca registrada.
Angélica, apesar do sobrenome lituano, também tem ascendência polaca, italiana, austríaca, russa, portuguesa, croata, romena, moldava, ucraniana e indígena piquerobi.
Quando Angélica tinha apenas 4 anos, presenciou um assalto em sua casa, no qual seu pai, Francisco Ksyvicks, foi baleado. Esse trauma a afetou profundamente, levando-a a se isolar e ter dificuldades em lidar com outras pessoas, foi quando sua mãe a levou em uma gravação do programa de auditório Buzina do Chacrinha, na TV Bandeirantes. Lá chamou a atenção do apresentador, que fez com que ela participasse do programa, vencendo o concurso "Criança mais bonita do Brasil", junto com outra concorrente, Helen Mara Michelet. Após vencer o concurso, Angélica se tornou uma das modelos infantis mais requisitadas do país e durante sua infância participou de inúmeros comerciais, editoriais de moda, capas de revistas e desfiles. Em 1986 foi convidada através de um empresário musical a integrar o grupo infantil Ultraleve, inspirado no Balão Mágico, que também trazia Rodrigo Faro e Ticiane Pinheiro, porém o grupo teve vida curta e não chegou a gravar músicas, uma vez que os três foram convocados para se tornarem apresentadores em emissoras diferentes.

## Carreira

### Início na TV Manchete (1987-1993)
Começou como apresentadora de TV em 1987, após ser descoberta pelo diretor Maurício Sherman nos bastidores da TV Manchete em uma divulgação do grupo Ultraleve. Segundo o diretor, ele percebeu na jovem um grande potencial artístico para ser uma nova apresentadora infantil e a convidou para participar de testes de gravação. Pouco depois, Angélica assinou contrato com a emissora de Adolpho Bloch e iniciou sua carreira na televisão no programa infantil Nave da Fantasia no dia 6 de abril de 1987, substituindo Simony que migrava para o SBT, e também no juvenil Shock. Porém, o sucesso maior veio quando substituiu a apresentadora Xuxa no comando do Clube da Criança a partir do dia 12 de outubro de 1987. Inicialmente Angélica tinha a companhia de Ferrugem na apresentação do infantil, mas logo o ator deixou o programa e Angélica passou a apresentar sozinha, alcançando grande prestígio na imprensa não apenas pela sua maneira de conduzir o Clube, com os bordões "Um Beijãozão" e "Bye que Bye Bye Bye", mas principalmente por sua beleza e charme. O programa tinha brincadeiras, desenhos animados e atrações musicais, e ia ao ar nas tardes de segunda à sexta das 16h às 19h, registrando bons índices de audiência para o canal e transformando a apresentadora em um dos ícones infantis da televisão brasileira nas décadas de 80 e 90, além dos desenhos animados, o programa foi o portão de desembarque para a febre tokusatsu no Brasil, como Jaspion, Changeman, Flashman, e outros, e contava com várias assistentes de palco primeiramente intituladas de Clubetes, tendo as atrizes Camila Pitanga e Joana Limaverde e posteriormente as Angelicats e Angels, entre elas as atrizes Giovanna Antonelli, Juliana Silveira, Amanda Pinheiro, Karine Carvalho, Micheli Machado e Geovanna Tominaga. Logo a apresentadora vira uma marca de sucesso lançando bonecas, brinquedos, discos e cosméticos, acaba virando também personagem de quadrinhos lançado pela Bloch Editores.
A partir de 6 de agosto de 1988 paralelamente ao Clube da Criança, Angélica também passou a apresentar nas tardes de sábado da TV Manchete o programa de atrações musicais Milk Shake, o programa era feito de "uma porção de som, pitadas de humor e algumas doses de entrevistas". Milk Shake era exibido às 16h. O horário estava "órfão" do Cassino do Chacrinha, da Globo, devido à morte do apresentador Abelardo Barbosa em 30 de junho. A emissora não escondeu a intenção de angariar a audiência que a concorrente havia perdido com a morte do "Velho Guerreiro". De fato, o Milk Shake com Angélica conseguiu avançar na guerra dos números se tornando um sucesso de audiência. O cenário era composto por carros e motocicletas da década de 1960 que dividiam espaço com letreiros em neon. Com o sucesso na TV Angélica acaba sendo contratada pela gravadora CBS Records, e no mesmo ano de 1988 lança seu primeiro álbum de estúdio, que lhe rendeu o hit "Vou de Táxi" música que atinge as paradas de sucesso da época. Nos anos seguintes Angélica voltaria a lançar outros discos que acabavam tendo uma forte divulgação tanto no Clube da Criança quanto no Milk Shake. A seleção de convidados musicais do Milk Shake ia do samba ao rock, passando pela música sertaneja. Com apenas 14 anos de idade Angélica recebia RPM, Dominó, Barão Vermelho, Paralamas do Sucesso, Fábio Junior, Pepeu Gomes, Rosanah entre muitos outros. Além dos números musicais, havia também espaço para a dramaturgia. Angélica treinava seu lado atriz em esquetes relacionadas ao tema de cada episódio, toda semana com um enredo diferente. Para a própria Angélica, o Milk Shake representou um grande passo para a sua carreira e uma grande contribuição para a revelação de seu talento não apenas diante das crianças, como também do público jovem.
Ainda na Rede Manchete, protagonizou em 1991 a minissérie O Guarani, no papel de Cecília de Mariz. A apresentadora permaneceu na Manchete por 6 anos, de 1987 até 1993, sendo esse considerado um período de muito sucesso. Em dezembro de 1992, a Rede Manchete foi vendida para o grupo IBF. A emissora renovou o contrato com Angélica em janeiro de 1993, que foi rescindido em 22 de março. Os projetos da apresentadora no canal foram suspensos em razão de sua ida para o SBT: tanto o Milk Shake quanto o Clube da Criança seriam extintos se ela tivesse permanecido. O primeiro seria substituído por um dominical, Angélica Total; o segundo, pelo TV Angélica. Como o nome já diz, o ‘TV’ pretendia brincar com as atrações televisivas. E seria dirigido por Jorge Queiroz, recém-saído do também extinto Xou da Xuxa (1986-1992), o programa contaria com sátiras dos apresentadores, jornalistas e novelas.
Em outubro de 1988, Silvio Santos já havia oferecido um contrato em branco para Angélica ir para o SBT. Ela recusou, permanecendo na Manchete, e cujo contrato foi renovado até junho de 1990, com um bom reajuste de salário. Angélica já era uma estrela na Manchete e, segundo seu empresário, não seria um bom negócio ir para o SBT, que já tinha Mara Maravilha como estrela. Em meio a uma grave crise na emissora em 1992, ela decidiu deixar a Manchete e ir para o SBT, para comandar um programa infantil diário nas tardes do canal,.nessa época, a apresentadora também estava em negociações com a TV Globo, que pretendia mantê-la em um programa musical jovem e aproveitá-la em novelas, mas, com vários contratos publicitários direcionados ao público infantil, ela preferiu aceitar a oferta do SBT. No dia que assinou o contrato com o SBT, recebeu uma correspondência de Adolpho Bloch (dono da Rede Manchete) dizendo que ela não deixasse a emissora, porque ele havia reassumido o controle da empresa, mas, a essa altura Angélica já havia assinado contrato com a emissora de Silvio Santos.

### Passagem pelo SBT (1993-1996)
O ingresso de Angélica no SBT se deu em abril de 1993, em 9 de agosto a apresentadora estreia no comando do infantil Casa da Angélica, o programa começou marcando 8 pontos, índice já alto na época, e subindo para 12. O programa era levado ao ar à tarde a partir das 15h e tinha desenhos animados, musicais, brincadeiras com a plateia e quadros de humor, dos quais Angélica participava com vários personagens: "Anjôlica", onde ela imitava Jô Soares; "Angélia", imitação da culinarista Ofélia Anunciato; "Angelicastrid", imitação de Astrid Fontenelle, na época apresentadora/VJ da MTV Brasil; o "Taxista Bernadão", que recebia diversas celebridades em seu táxi; interpretava também "Cycy", uma prima malvada que tinha um problema de dicção e que fazia diversas maldades com Angélica por ter inveja dela; além de outros personagens que eram menos frequentes no programa. Ainda satirizava trechos de novelas mexicanas da emissora com exagero nas emoções, como a malvada Catarina Cruel, do sucesso Ambição e também possuía matérias de interesse infantil, com o repórter Otaviano Costa.
Alguns anos depois em abril de 1995, Angélica passou a substituir Gugu nos programas Passa ou Repassa e TV Animal que passam a ser exibidos diariamente. Não demorou muito para se firmar, ainda mais, como ídolo das crianças e adolescentes e se tornar a menina dos olhos de Silvio Santos. Pesquisa da época revelavam esta ser a apresentadora feminina com mais espaço na TV, onde comandava três programas Casa da Angélica que nesse período foi transferido para às 7h da manhã, já a sequência vespertina TV Animal e Passa ou Repassa batia a Sessão da Tarde em audiência, com isso, recebe novamente a atenção dos diretores da TV Globo dessa vez com a promessa de ocupar diariamente as manhãs do canal, a apresentadora acaba aceitando o convite e deixa o SBT em 11 de maio de 1996, frustrando os planos de Silvio Santos que havia cobrido a proposta da concorrente e pretendia lançar a apresentadora em um programa dominical. A certeza de que permaneceria muito tempo no SBT levou Angélica a adquirir cinco grandes lotes de terreno no valorizado condomínio de Aldeia da Serra, em São Paulo, mesmo local onde morou Gugu Liberato. Mas orientada por assessores financeiros, pela família e por seu namorado na época, o apresentador César Filho, Angélica finalmente disse sim à maior rede de televisão do País.

### Chegada à TV Globo: fase infantil (1996-2001)
Quando assinou seu contrato para assumir as manhãs da TV Globo em maio de 1996, Angélica encerrou um namoro antigo, iniciado em 1988, quando Boni e Daniel Filho a convidou para integrar o elenco da novela Top Model. As outras propostas da emissora que também não incluíam o horário infantil ocorreram em 1990 e 1993. Não deram certo porque a Globo tinha Xuxa na programação diária e não interessava uma superposição de loiras. Angélica, que priorizava sua carreira como apresentadora, não queria se dedicar às novelas, o que poderia prejudicar também seus licenciamentos e vendas de discos.. No SBT, a apresentadora tinha cerca de 100 produtos licenciados. A projeção de seu contrato com a Globo fez o número crescer para 330, incluindo bonecas, sandálias e cosméticos.
No dia 16 de setembro de 1996 Angélica estreia na TV Globo com dois programas, o infanto-juvenil Angel Mix exibido às 11h e a novelinha Caça Talentos exibida às 11h30. Inicialmente cada programa tinha apenas meia hora de duração e era exibido após a TV Colosso. A partir de janeiro de 1997, com o sucesso de audiência e a extinção do TV Colosso, Angélica ocupou toda a manhã da TV Globo com o programa Angel Mix, entrando no ar das 8h30 às 11h30. No início, o programa era composto por brincadeiras e gincanas entre as equipes Azul e Laranja, números musicais, artistas convidados e exibição de desenhos animados, cerca de 500 crianças participavam do auditório onde ficavam acomodadas em um cenário que tinha uma arquibancada de dois andares, montadas no Teatro Fênix, no Rio de Janeiro, onde o programa era gravado, antes de as gravações serem transferidas para o Projac. Angélica contava com o auxílio das Angels (o nome antigo era Angelicats): Geovanna Tominaga (1996–98), Juliana Silveira (1996–98), Micheli Machado (1996–99), Mirella Tronkos (1996–99) e Nathália Marbá (2000) e dos Angélicos: Eduardo (1996), Gabriel (1996), Carlos Manuel do Vale (1996–97), Caio "Moreno" (1996), Caio Bonafé (1996–98), Daniel Florenzano (1998–99), Sylvio Carvalho (1998–99) e Sandro Cristiano (2000). A partir das 11h30, entrava no ar a novelinha infantil, Caça Talentos, no qual Angélica interpretava a protagonista Fada Bela, uma órfã de origem humana que devia decidir entre viver na realidade ou no mundo da fantasia. A qual dobrou a média de audiência da emissora no horário. As músicas que embalavam a trama "Fada Bela", "Dança da Fadinha" e "Amor de Fada" fizeram grande sucesso. Caça Talentos ficou no ar por três temporadas, completando mais de 500 capítulos inéditos exibidos. Em 28 de dezembro de 1996, a novelinha ganhou seu especial de fim de ano no horário nobre com uma hora e meia de duração, que foi o segundo especial de maior audiência naquele ano.
Em março de 1998, o programa Angel Mix foi reformulado e passou a ter a praia como tema central em seu cenário, nas datas festivas, o ambiente era transformado, ganhando o clima da comemoração em questão, como a Copa do Mundo, Festas Juninas ou a chegada da Primavera. Com a expansão do programa nas manhãs da emissora integraram outros quadros como o da sereia Serena e o do polvo Zé Polvolho (já tinha sido feito por Angélica no Clube da Criança da TV Manchete); além de matérias externas onde a apresentadora brincava, conversava, praticava esportes e se divertia com várias crianças, tinha espaço também para artistas musicais convidados, entrevistas com celebridades no palco do programa, além dos jogos e brincadeiras com o auditório.
Em outubro de 1999 entra no ar no programa a segunda novelinha, Flora Encantada, com uma temática ecológica e educativa onde Angélica interpretava a personagem Flora e que revelou o ator Leonardo Miggiorin. A série utilizava fantoches para contracenar com os atores. Em 30 de junho de 2000 após muitas reformulações o programa Angel Mix deixou de ir ao ar nas manhãs da Globo, dando lugar ao Férias Animadas que trazia Angélica na apresentação de novos desenhos, entre eles o anime Digimon, sucesso ainda inédito no Brasil, e em 9 de outubro estreia como protagonista de Bambuluá, novelinha infantil que era exibida de segunda a sexta às 09h30. Angélica dividia a cena com as crianças que interpretavam os heróis Cavaleiros do Futuro, combatendo o Senhor "Dumal" e seus comparsas. Angélica também era âncora da extinta TV Globinho que nesta atração era um quadro do programa com esquetes e desenhos. Em 2001 também  integrou o elenco da novela Um Anjo Caiu do Céu como a arcanja Angelina, um dos papéis centrais da trama. No mesmo ano, após encerrar sua participação no Bambuluá em 31 de dezembro, Angélica decide redirecionar sua carreira ao público jovem e adulto e não mais ao público infantil na televisão.

### Amadurecimento, Saída e Retorno à TV Globo: público jovem e adulto (2001-atualmente)
No final de 2001, Angélica renovou com a TV Globo para um projeto voltado ao público jovem, o qual faria a sua transição do público infantil,.no entanto, o canal decidiu convida-lá para assumir o comando de um novo quadro que estava prestes a estrear no extinto programa Vídeo Show. Em 10 de dezembro daquele ano Angélica passa a comandar o game show Video Game, programa de jogos envolvendo artistas e seus conhecimentos sobre a programação da TV Globo e que era exibido como parte do Vídeo Show. Para a apresentadora o simples quadro era a chance de mostrar seu potencial diante do público de uma outra faixa etária, seu desempenho na atração acaba lhe rendendo prêmios e elogios por parte da imprensa. Em 27 de abril de 2002 passou a comandar também o primeiro reality show musical da emissora, o programa Fama, no qual ficou no ar por quatro temporadas, até o final de 2005, também participou em alguns capítulos do Sítio do Picapau Amarelo, disfarçada de Cuca nos episódios "A pedra mágica de Tupã". A partir de abril de 2003, Angélica e André Marques passam a apresentar juntos a edição especial de sábado do Vídeo Show, que exibia os melhores momentos da semana, nessa fase os apresentadores faziam sátiras de outros apresentadores, e reproduziam cenas e aberturas marcantes das novelas em esquetes bem-humoradas. Em 30 de dezembro de 2003, a dupla também assumiu o comando do especial Vídeo Show Retrô nos finais de ano.

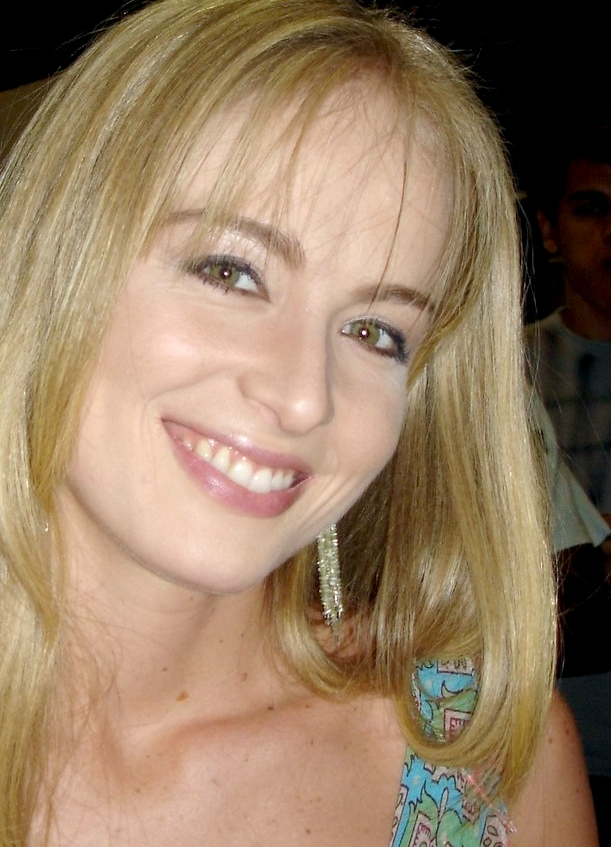
A artista em 2003.

Em 8 de abril de 2006, Angélica passa a substituir o Vídeo Show nas tardes de sábado com seu próprio programa, Estrelas, no qual entrevistava artistas da televisão e também nomes da música, esporte e culinária em locais que faziam parte do dia a dia ou da história da personalidade. A apresentadora visitava a casa dos convidados, acompanhava em passeios ou em atividades que fazia parte de sua rotina. Nas férias de janeiro e julho, o Estrelas exibia suas temporadas de verão e inverno, viagens nacionais e internacionais eram comuns nessa época. A atração contava com diversos quadros, mas apenas o Sabores era fixo. Nele o convidado preparava algum prato especial enquanto conversava com a apresentadora. No final de 2011, o quadro Video Game deixou a programação após dez anos no ar, Angélica dedicou-se apenas ao comando do Estrelas.
No ano de 2008, foi convidada por Miguel Falabella para protagonizar a novela Negócio da China, visando reabilitar sua carreira de atriz na televisão, a qual não tinha dado continuidade desde a novela Um Anjo Caiu do Céu; no entanto, recusou, uma vez que ainda estava de licença-maternidade e não queria abandonar a carreira de apresentadora. A personagem Lívia ficou, portanto, com a atriz Grazi Massafera. Em 2010, é convidada pelo diretor Daniel Filho para protagonizar um dos episódios da série As Cariocas no episódio "A Traída da Barra" exibido em 21 de dezembro. Ainda em 2010, recebe, através da revista Istoé Gente o prêmio "Personalidade do Ano na Televisão".
Em abril de 2017, o seu programa Estrelas passa por uma grande reformulação mudando sua estrutura passou a ser exibido em duas temporadas: a primeira, Estrelas Solidárias, estreou em 8 de abril de 2017 nos 11 anos do programa e terminou em 18 de agosto. Em 26 de agosto de 2017 a segunda fase passa a se chamar Estrelas do Brasil. Entre 6 e 24 de novembro de 2017 o quadro Vídeo Game do Vídeo Show volta ao ar com Angélica, seis anos depois de seu fim em uma temporada especial de três semanas, numa tentativa de reverter a baixa audiência do programa Vídeo Show. Em 2018 a Globo encerrou a produção do programa Estrelas, depois de doze anos no ar. O último episódio foi exibido em 28 de abril. A partir de então, Angélica passou a dedicar-se mais à família, o que segundo ela, nunca conseguiu fazer plenamente.
— Nunca tinha experimentado ter esse tempo para mim [...] em estar presente para os meus filhos e meu marido. Mas, uma hora, comecei a sentir falta da tevê.
Em 2019 é convidada a atuar numa participação em um dos episódios de Detetives do Prédio Azul seriado infantil do canal Gloob, foi convidada também pelo autor Walcyr Carrasco para uma participação de destaque na novela das 21h, A Dona Do Pedaço, como ela mesma apresentando o fictício reality culinário Best Cake dentro da novela.
Em maio de 2020, no Dia das Mães, protagonizou o especial Cartas para Eva, no canal GNT, em que a apresentadora bateu um papo com a cantora Ivete Sangalo e com a empresária Luiza Helena Trajano e recitou cartas que escreveu para sua filha com Luciano Huck. Em 10 de outubro de 2020, após mais de dois anos fora da programação da Globo, Angélica voltou ao ar com o Simples Assim.. O novo programa foi exibido por pouco mais de dois meses, sendo encerrado em 26 de dezembro de 2020. A estreia, prevista para abril, foi adiada devido à pandemia da COVID-19. O conceito era a "busca pela felicidade", abordando assuntos sobre fé, diversidade, vaidade, amor, dinheiro e família. O formato do programa desta vez foi idealizado pela própria apresentadora.

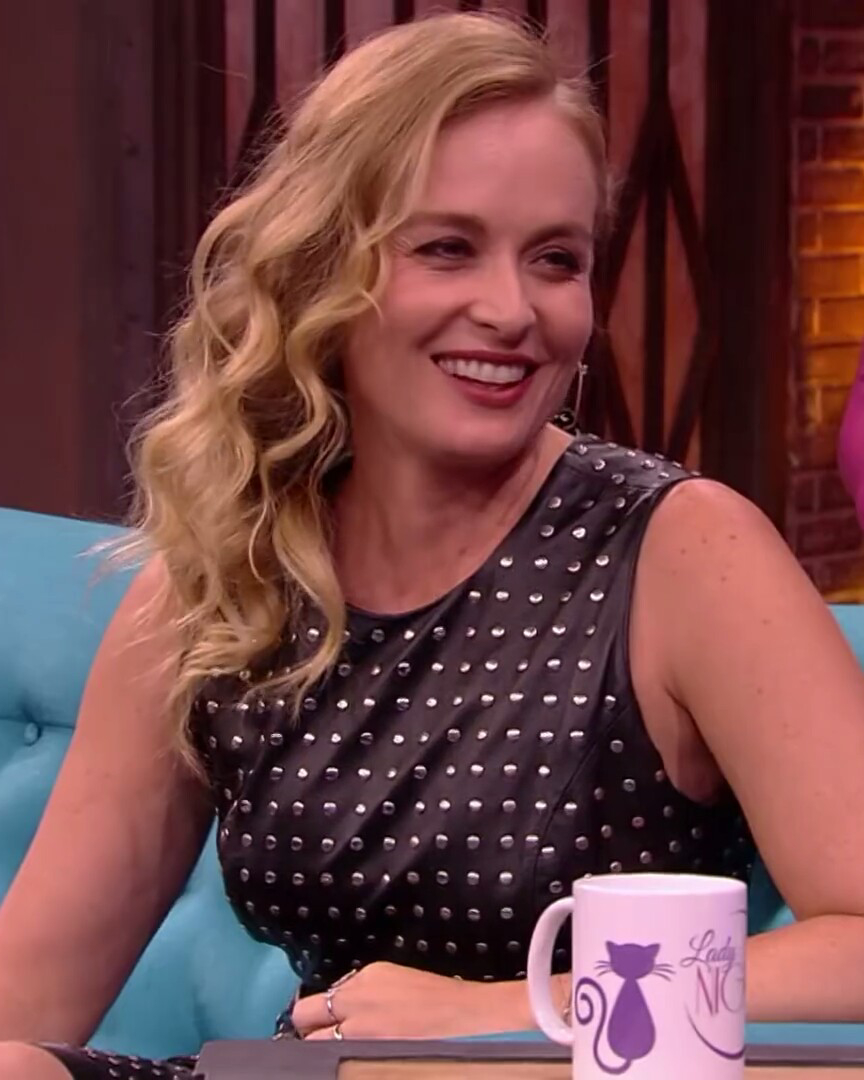
A artista durante uma entrevista no talk-show Lady Night em 2018.

Em 6 de janeiro de 2021, na plataforma Globoplay, Angélica retornou com o Cartas para Eva, que de especial no canal GNT virou um programa, que fala sobre a realidade das brasileiras e conta com participações de mulheres de destaque em vários segmentos da sociedade. Por meio de cartas para sua filha Eva, Angélica pontua aprendizados, dores, dúvidas e sentimentos sobre os desafios que as mulheres enfrentam e os caminhos para superá-los. Em junho do mesmo ano, Angélica assinou contrato com a HBO Max, encerrando seu vínculo de 24 anos com a TV Globo. Em 21 de dezembro de 2021 estreia à frente do programa Jornada Astral na paltaforma de streaming HBO Max.
Em janeiro de 2022 torna-se co-fundadora da "Mina Bem-estar", plataforma com foco no autocuidado feminino, em parceria com o portal UOL. No mesmo ano, devido à fusão da WarnerMedia com a Discovery, o programa Jornada Astral foi retirado da HBO Max em 15 de julho de 2022, para unificar o catálogo várias produções latinas foram removidas da plataforma; Logo após, Angélica rescindiu seu contrato com a WarnerMedia.
Em 2023, após três anos afastada da TV aberta, retorna a TV Globo com a série "Angélica: 50 & Tanto", uma parceria entre Globoplay e GNT. Todos os cinco episódios foram disponibilizados em 26 de novembro de 2023 no Globoplay. A partir desta mesma data os melhores momentos de cada episódio foram exibidos como um quadro semanal do "Fantástico". O GNT exibiu os episódios na íntegra, sempre às quintas-feiras à noite, desde 30 de novembro de 2023, dia em que a apresentadora completou 50 anos de vida, até 28 de dezembro de 2023. 
Em 2024 devido ao sucesso e repercussão do programa anterior, que havia recebido apenas mulheres, Angélica anúncia uma nova temporada, intitulada "Angélica: 50 e Uns", agora apenas com convidados masculinos, o programa estreia os cinco episódios em 10 de novembro de 2024 no streaming Glopboplay e também como quadro do "Fantástico"  na TV Globo, no GNT, a nova temporada ganha exibição semanal na íntegra a partir de 12 de novembro de 2024, nas noites de terças-feiras, até 10 de dezembro de 2024.

## Cinema
No cinema, estreou em 1988 no filme Heróis Trapalhões, Uma Aventura na Selva. No filme, ela interpreta (ela mesma), que acaba sendo sequestrada por um fanático, mais de 3.639.000 foram aos cinemas. No ano seguinte participou de Os Trapalhões na Terra dos Monstros, que teve mais de 3 500 000, interpretando uma jovem cantora que ganha um concurso de talentos. Em 1990, atuou em outra obra como a protagonista Tamí junto com Supla e também com a trupe de Renato Aragão, no filme Uma Escola Atrapalhada, que teve mais de 2 571 000 espectadores, um de seus filmes de maior destaque. No ano de 1998, volta ao cinema a convite de Renato Aragão para uma pequena participação interpretando ela mesma em Simão, o Fantasma Trapalhão. Em 1999, Angélica produziu e protagonizou o filme Zoando na TV, uma comédia romântica onde a apresentadora interpreta a personagem Angel, uma jovem sonhadora apaixonada pelo personagem de Márcio Garcia, que sonhava entrar para a TV. Levou mais de 900.000 espectadores aos cinemas.
Em 2001, interpretou a fada Melissa no filme Xuxa e os Duendes, encerrando de vez os boatos de rivalidade com a apresentadora Xuxa. No ano de 2004, Angélica atuou como a personagem principal Andréa no filme Um Show de Verão, fazendo par romântico com seu futuro marido, Luciano Huck. Em 2009, foi convidada novamente por Xuxa para interpretar Rapunzel no filme Xuxa e o Mistério de Feiurinha. Em 2020, Angélica volta aos cinemas numa participação no filme De Perto, Ela Não é Normal, da atriz Suzana Pires, interpretando Rebeca, a melhor amiga da protagonista Suzie.

## Vida pessoal
Seu primeiro namorado, ainda adolescente com quinze anos, foi César Filho, com quem perdeu a virgindade aos dezessete anos. O namoro durou sete anos, de 1989 a 1996. Depois, teve um relacionamento com o ator Márcio Garcia que durou três meses. Em 1998 começou a namorar Maurício Mattar, vivendo um relacionamento conturbado, devido ao envolvimento de Mattar com drogas. Na época, a apresentadora chegou a viajar com o namorado para o Chile, escondido de sua família, que não aprovava o relacionamento. Angélica falou para sua irmã que iria com uma amiga para Bariloche. No entanto, seus pais souberam a verdade ao ver uma matéria na televisão. Seu pai, Francisco, ficou muito abalado, sua pressão arterial subiu e foi internado no Hospital Israelita Albert Einstein, em São Paulo. Quando soube disso, Angélica voltou imediatamente ao Brasil, e decidiu se afastar de Maurício. A decisão de Angélica de se afastar de Maurício foi em 2001, depois de muitas discussões. Reataram em fevereiro de 2002, mas o relacionamento durou poucos meses.
Ainda em 2002, Angélica começou a namorar o empresário Luís André Calainho. Com nove meses de namoro eles ficaram noivos, mas depois de alguns meses, se separaram. Angélica negou que tivesse voltado a namorar Mauricio Mattar. Em fevereiro de 2004, Angélica e Luciano Huck foram flagrados pela revista Contigo em clima de romance em Barcelona, na companhia da família do piloto automobilístico Nelson Piquet, que enviou seu jatinho particular para levar Angélica à Espanha. Em 30 de outubro do mesmo ano, casou-se grávida no civil e no religioso com o apresentador de televisão Luciano Huck. A boda ocorreu na Marina da Glória, na cidade do Rio de Janeiro. O casamento foi marcado por elegância e convidados ilustres, com um rígido sistema de segurança para evitar penetras. O casamento foi abençoado por um padre e por um rabino, por Luciano ser judeu. A lua de mel foi em um resort em Miami.

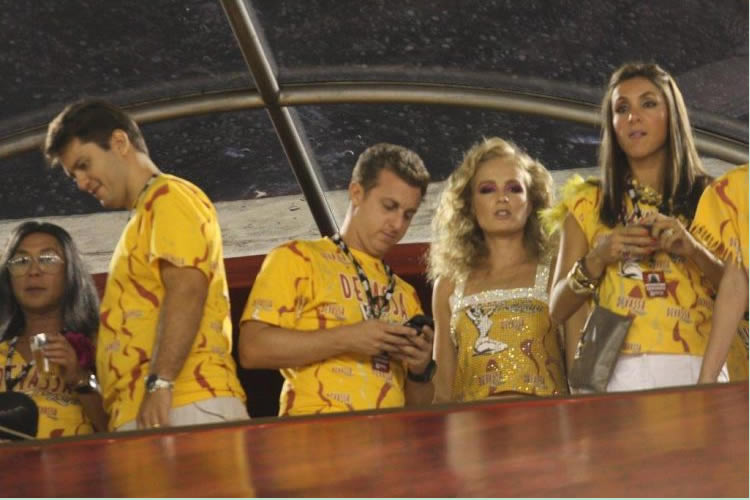
Angélica e Huck em camarote do carnaval 2009.

Em 2010, Huck afirmou em entrevista na TV, no programa Irritando Fernanda Young, que já tinha ficado com sua futura mulher em 2000, durante uma matéria para o Caldeirão do Huck em Fernando de Noronha. O apresentador afirma que na época tentou marcar algo com Angélica depois que voltaram de viagem e que a apresentadora marcou com ele e não apareceu, então, Luciano Huck mandou um cano com um laço para Angélica e um bilhete que dizia: "Você deu o maior cano da minha vida". Os apresentadores voltaram a ter um romance depois de 3 anos. Atualmente, o casal reside no bairro nobre Joá, considerado a Beverly Hills do Rio de Janeiro. Juntos, são considerados um dos casais de celebridades brasileiro mais bem sucedidos, influentes e famosos dos últimos tempos.
Todos os seus três filhos nasceram por intervenção cesariana. O primeiro, Joaquim, nasceu em 8 de março de 2005 no Hospital Albert Einstein, na cidade de São Paulo. O segundo, Benício, nasceu em 3 de novembro de 2007, na Casa de Saúde São José, na cidade do Rio de Janeiro. Segundo a artista, essa gravidez foi planejada, diferente da anterior. A primeira menina, Eva, nasceu na Maternidade Perinatal também no Rio de Janeiro, em 25 de setembro de 2012.
Em maio de 2015, Angélica sofreu um acidente de avião no Mato Grosso do Sul com seu marido, e seus 3 filhos e 2 babás depois de ter gravado o especial do seu programa Estrelas, no Pantanal. Apesar de alguns leves ferimentos o acidente que teve a atenção da mídia nacional, todos ficaram bem. Em 2016, ela revelou em entrevista para a revista Trip que busca curar o trauma do acidente com a família através da prática de meditação. Após investigações, constatou-se que o capacitor da aeronave estava invertido, o que propulsou o incidente.

## Filmografia

#### Televisão / Streaming
| Ano       | Título                              | Emissora  | Função           | Nota                               |
| --------- | ----------------------------------- | --------- | ---------------- | ---------------------------------- |
| 1982      | Avenida Paulista                    | TV Globo  | Anamaria (jovem) | Episódio: "10 de maio"             |
| 1987      | Nave da Fantasia                    | Manchete  | Apresentadora    |                                    |
| 1987      | Shock                               | Manchete  | Apresentadora    |                                    |
| 1987–1993 | Clube da Criança                    | Manchete  | Apresentadora    |                                    |
| 1988–1993 | Milk Shake                          | Manchete  | Apresentadora    |                                    |
| 1990      | Angélica Especial - Sonho de Menina | Manchete  | Ela mesma        | Especial de fim de ano             |
| 1991      | O Guarani                           | Manchete  | Cecília          |                                    |
| 1993–1996 | Casa da Angélica                    | SBT       | Apresentadora    |                                    |
| 1995–1996 | Passa ou Repassa                    | SBT       | Apresentadora    |                                    |
| 1995–1996 | TV Animal                           | SBT       | Apresentadora    |                                    |
| 1996      | Sai de Baixo                        | TV Globo  | Ela mesma        | Episódio "Chez Cassandra"          |
| 1996–2000 | Angel Mix                           | TV Globo  | Apresentadora    |                                    |
| 1996–1998 | Caça Talentos                       | TV Globo  | Fada Bela        |                                    |
| 1996      | Caça Talentos Especial              | TV Globo  | Fada Bela        | Especial de fim de ano             |
| 1997      | Alice no País da Música             | TV Globo  | Alice            | Especial de fim de ano             |
| 1998      | Leitura nas Férias                  | TV Globo  | Apresentadora    |                                    |
| 1998      | Asas Pra Que Te Quero               | TV Globo  | Angel            | Especial de fim de ano             |
| 1999–2000 | Flora Encantada                     | TV Globo  | Flora            |                                    |
| 2000      | TV Ano 50                           | TV Globo  | Apresentadora    | Especial 50 anos da TV             |
| 2000      | Férias Animadas                     | TV Globo  | Apresentadora    | Especial de férias                 |
| 2000      | Angélica na Estrada                 | TV Globo  | Angélica         | Especial de férias                 |
| 2000–2001 | Bambuluá                            | TV Globo  | Angélica         |                                    |
| 2001      | Um Anjo Caiu do Céu                 | TV Globo  | Angelina         |                                    |
| 2001–2011 | Video Game                          | TV Globo  | Apresentadora    |                                    |
| 2002–2005 | Fama                                | TV Globo  | Apresentadora    |                                    |
| 2002      | Sítio do Pica Pau Amarelo           | TV Globo  | Cuca (falsa)     | Episódio: "A Pedra Mágica de Tupã" |
| 2003–2008 | Vídeo Show Retrô                    | TV Globo  | Apresentadora    |                                    |
| 2004–2009 | Criança Esperança                   | TV Globo  | Apresentadora    |                                    |
| 2004      | Estação Globo                       | TV Globo  | Fada Bela        | Especial Programas Infantis        |
| 2006–2018 | Estrelas                            | TV Globo  | Apresentadora    |                                    |
| 2010      | As Cariocas                         | TV Globo  | Maria Teresa     | Episódio: "A Traída da Barra"      |
| 2015      | Especial Globo 50 Anos              | TV Globo  | Fada Bela        | Especial                           |
| 2017      | Video Game                          | TV Globo  | Apresentadora    | Temporada Especial                 |
| 2017      | Chacrinha, o Eterno Guerreiro       | TV Globo  | Jurada           |                                    |
| 2019      | Detetives do Prédio Azul            | Gloob     | Rexy Rowlands    | Episódio: "Rexy, a Ex"             |
| 2019      | A Dona do Pedaço                    | TV Globo  | Ela mesma        | Episódios: "8–29 de outubro"       |
| 2019      | Vai que Cola                        | Multishow | Ela mesma        |                                    |
| 2020–2021 | Cartas Para Eva                     | GNT       | Apresentadora    |                                    |
| 2020      | Simples Assim                       | TV Globo  | Apresentadora    |                                    |
| 2021      | Jornada Astral                      | HBO Max   | Apresentadora    |                                    |
| 2023      | Família Paraíso                     | Multishow | Ela mesma        | Episódio: "A Estrela"              |
| 2023      | Angélica: 50 & Tanto                | Globoplay | Apresentadora    |                                    |
| 2024      | Angélica: 50 & Uns                  | Globoplay | Apresentadora    |                                    |
| 2025      | Vídeo Show                          | TV Globo  | Apresentadora    | Especial 60 anos da TV Globo       |
| 2025      | Vídeo Game                          | TV Globo  | Apresentadora    | Especial 60 anos da TV Globo       |
| 2025      | Show 60 Anos                        | TV Globo  | Fada Bela        | Especial 60 anos da TV Globo       |
| 2025      | Criança Esperança                   | TV Globo  | Apresentadora    |                                    |
| 2025      | Tarã                                | Disney+   | Niara            |                                    |

#### Cinema
| Ano  | Título                                                | Personagem                   | Nota         |
| ---- | ----------------------------------------------------- | ---------------------------- | ------------ |
| 1988 | Os Heróis Trapalhões - Uma Aventura na Selva          | Angélica                     |              |
| 1989 | Os Trapalhões na Terra dos Monstros                   | Angélica                     |              |
| 1989 | Pumuckl II                                            | Fleur (voz)                  | Dublagem     |
| 1990 | Uma Escola Atrapalhada                                | Tami Azeredo de Castro       |              |
| 1992 | Angélica e o Mágico de Oz                             | Ela mesma / Narradora        |              |
| 1994 | Astros do Desenho Animado contra as Drogas            | Corey (voz)                  | Dublagem     |
| 1998 | A Princesa Encantada 2: O Segredo do Castelo          | Odete (voz)                  | Dublagem     |
| 1998 | Simão, o Fantasma Trapalhão                           | Ela mesma / Simão disfarçado |              |
| 1999 | Zoando na TV                                          | Angel                        |              |
| 2001 | Xuxa e os Duendes                                     | Fada Melissa                 |              |
| 2004 | Um Show de Verão                                      | Andréa Avelar                |              |
| 2009 | Xuxa e o Mistério de Feiurinha                        | Rapunzel                     |              |
| 2020 | De Perto Ela Não É Normal                             | Rebeca                       |              |
| 2021 | Chacrinha - Eu Vim para Confundir e Não para Explicar | Ela Mesma                    | Documentário |

#### Internet
| Ano           | Título         | Função        | Plataforma    |
| ------------- | -------------- | ------------- | ------------- |
| 2022–presente | Mina Bem-Estar | Apresentadora | YouTube       |
| 2024          | TikTok Awars   | Apresentadora | TikTok Brasil |

## Discografia
- Angélica (1988)
- Angélica (1989)
- Angélica (1990)
- Angélica (1991)
- Angélica (1992)
- Meu Jeito de Ser (1993)
- Angélica (1994)
- Angélica (1995)
- Angélica (1996)
- Angélica (1997)
- Angélica (1998)
- Angel Hits & Amigos (1999)
- Angélica (2001)

## Livros
| Ano  | Título                                                                                | Editora       |
| ---- | ------------------------------------------------------------------------------------- | ------------- |
| 1996 | Angélica e Seus Amigos - Meninos Contra Meninas                                       | FTD           |
| 1996 | Angélica e Seus Amigos - De Perto Todo Mundo É Legal                                  | FTD           |
| 2008 | Cozinha das Estrelas                                                                  | Editora Globo |
| 2024 | Terra do Contrário de Geovanna Tominaga (A orelha do livro foi escrita pela Angélica) | Madrepérola   |

## Revistas

### Angélica em Quadrinhos
| Ano  | Título                   | Editora |
| ---- | ------------------------ | ------- |
| 1989 | Angélica Quadrinhos nº0  | Bloch   |
| 1989 | Angélica Quadrinhos nº1  | Bloch   |
| 1989 | Angélica Quadrinhos nº2  | Bloch   |
| 1989 | Angélica Quadrinhos nº3  | Bloch   |
| 1989 | Angélica Quadrinhos nº4  | Bloch   |
| 1989 | Angélica Quadrinhos nº5  | Bloch   |
| 1989 | Angélica Quadrinhos nº6  | Bloch   |
| 1990 | Angélica Quadrinhos nº7  | Bloch   |
| 1990 | Angélica Quadrinhos nº8  | Bloch   |
| 1990 | Angélica Quadrinhos nº9  | Bloch   |
| 1990 | Angélica Quadrinhos nº10 | Bloch   |
| 1990 | Angélica Quadrinhos nº11 | Bloch   |
| 1990 | Angélica Quadrinhos nº12 | Bloch   |
| 1990 | Angélica Quadrinhos nº13 | Bloch   |
| 1991 | Angélica Quadrinhos nº14 | Bloch   |
| 1991 | Angélica Quadrinhos nº15 | Bloch   |
| 1991 | Angélica Quadrinhos nº16 | Bloch   |
| 1991 | Angélica Quadrinhos nº17 | Bloch   |
| 1991 | Angélica Quadrinhos nº18 | Bloch   |
| 1992 | Angélica Quadrinhos nº19 | Bloch   |
| 1992 | Angélica Quadrinhos nº20 | Bloch   |

### Revistas
| Ano  | Título                                              | Editora |
| ---- | --------------------------------------------------- | ------- |
| 1997 | Angélica - Livro Ilustrado (Álbum de Figurinhas)    | Panini  |
| 1998 | Passa Tempo - Brincando com a Angélica              |         |
| 2001 | Chicle de Bola Buzzy Bambuluá (Álbum de Figurinhas) | Riclan  |
| 2002 | Angélica - 15 Anos de Carreira (Acompanha um CD)    |         |

## Prêmios e indicações
| Prêmio                    | Ano  | Categoria                         | Indicação        | Resultado |
| ------------------------- | ---- | --------------------------------- | ---------------- | --------- |
| Prêmio Extra de Televisão | 2004 | Melhor Programa de Auditório      | Vídeo Game       | Indicada  |
| Prêmio Extra de Televisão | 2005 | Melhor Programa de Auditório      | Vídeo Game       | Indicada  |
| Prêmio Rádio Globo        | 1989 | Uma das Melhores Cantoras do Ano  | Angélica         | Venceu    |
| Troféu Imprensa           | 1988 | Revelação do Ano                  | Angélica         | Indicada  |
| Troféu Imprensa           | 1992 | Melhor Programa Infantil          | Clube da Criança | Venceu    |
| Troféu Imprensa           | 2005 | Melhor Apresentadora ou Animadora | Angélica         | Indicada  |
| Troféu Imprensa           | 2007 | Melhor Apresentadora ou Animadora | Angélica         | Indicada  |
| Troféu Imprensa           | 2008 | Melhor Apresentadora ou Animadora | Angélica         | Indicada  |
| Troféu Imprensa           | 2008 | Melhor Programa de Entrevistas    | Estrelas         | Indicada  |
| Troféu Imprensa           | 2009 | Melhor Apresentadora ou Animadora | Angélica         | Venceu    |
| Troféu Imprensa           | 2010 | Melhor Apresentadora ou Animadora | Angélica         | Indicada  |
| Troféu Imprensa           | 2011 | Melhor Apresentadora ou Animadora | Angélica         | Indicada  |
| Troféu ISTOÉ Gente        | 2010 | Personalidade do Ano              | Angélica         | Venceu    |